# Prunus clarofolia
Espèce
Classification phylogénétique
Prunus clarofolia est une espèce de plantes à fleurs de la famille des Rosaceae. C'est un arbuste ornemental que l'on le trouve en Asie, notamment en Chine, à l'état sauvage.

## Synonymes
- Prunus litigiosa C.K.Schneid.
- Prunus pilosiuscula (C.K.Schneid.) Koehne